# Saxlmühl
Saxlmühl ist ein Ortsteil der Stadt Rötz im Landkreis Cham des Regierungsbezirks Oberpfalz im Freistaat Bayern.

## Geografie
Saxlmühl liegt 900 Meter östlich der Bundesstraße 22 und 6,5 Kilometer nördlich von Rötz am Rötzbach. Östlich von Saxlmühl erhebt sich der 609 Meter hohe Buchberg.

## Geschichte
Saxlmühl (auch: Säxlmiller, Sachslmühl) wurde 1785 als Ortsteil von Pillmersried erwähnt. Pillmersried war geteilt, ein Teil gehörte zu Neunburg vorm Wald, der andere zu Waldmünchen. Saxlmühl gehörte zum Neunburger Teil von Pillmersried, auf den sich auch die weiteren Bemerkungen beziehen.
1808 wurde die Verordnung über das allgemeine Steuerprovisorium erlassen. Mit ihr wurde das Steuerwesen in Bayern neu geordnet und es wurden Steuerdistrikte gebildet. Dabei kam Saxlmühl zum Steuerdistrikt Pillmersried. Der Steuerdistrikt Pillmersried bestand aus den Ortschaften Berg, Pillmersried, Saxlmühl, Tännesried, Thannmühle und Weihermühle. Saxlmühle hatte ein Anwesen und gehörte zur Hofmark Thanstein.
1809 gab es den Plan, das Landgericht Waldmünchen um mehrere Orte aus dem Landgericht Neunburg vorm Wald zu vergrößern. Zu diesen Orten gehörte auch Saxlmühl. Dieser Plan wurde jedoch nicht verwirklicht.
1820 wurden im Landgericht Neunburg Gemeinden gebildet. Dabei kam Saxlmühl zur Gemeinde Pillmersried. Zur Gemeinde Pillmersried gehörten Pillmersried, Gänsschnabl, Rödlmühl und Saxlmühl.
1972 wurde die Gemeinde Pillmersried und damit auch Saxlmühl nach Rötz eingegliedert.
Saxlmühl gehörte zunächst zur Pfarrei Thanstein. 1808 wurde die Pfarrei Heinrichskirchen durch mehrere Ortschaften der Pfarrei Thanstein vergrößert, darunter auch Saxlmühl. Es gehört nun zur Pfarrei Heinrichskirchen. 1997 hatte Saxlmühl 5 Katholiken.

## Einwohnerentwicklung ab 1808
| Jahr | Einwohner | Gebäude |
| ---- | --------- | ------- |
| 1808 | 1 Familie | k. A.   |
| 1838 | 7         | 1       |
| 1861 | 12        | 6       |
| 1871 | 11        | 6       |
| 1885 | 8         | 1       |
| 1900 | 13        | 2       |
| 1913 | 12        | 2       |

| Jahr | Einwohner | Gebäude |
| ---- | --------- | ------- |
| 1925 | 10        | 1       |
| 1950 | 5         | 1       |
| 1961 | 5         | 1       |
| 1970 | 5         | k. A.   |
| 1987 | 4         | 1       |
| 2011 | 3         | k. A.   |